# Uwe Fahrenkrog-Petersen
Uwe Fahrenkrog-Petersen, född 10 mars 1960 i Västberlin, är en tysk låtskrivare och spelade keyboard i Nena.